# Uhlandshöhe
Die Uhlandshöhe in Stuttgart ist eine zur historischen Markungsfläche Stuttgarts gehörende Erhebung am östlichen Rand des Stadtzentrums. Die Bezeichnung des Hügels lautete ursprünglich Ameisenberg, doch ging 1862 der Name einer Parkanlage auf das gesamte Areal über. Mit den Stadtteilen Gaisburg, Berg, Gablenberg, Ostheim, Frauenkopf, Stöckach und Gänsheide bildet sie seit 2001 den inneren Stadtbezirk Stuttgart-Ost.
Die Uhlandshöhe grenzt im Norden und Osten an Ostheim, im Süden an Gablenberg, Gänsheide und Diemershalde, im Westen an das Kernerviertel. Die Kuppe hat eine Höhe von 355,4 m ü. NHN.
Bekannt ist die Uhlandshöhe u. a. durch

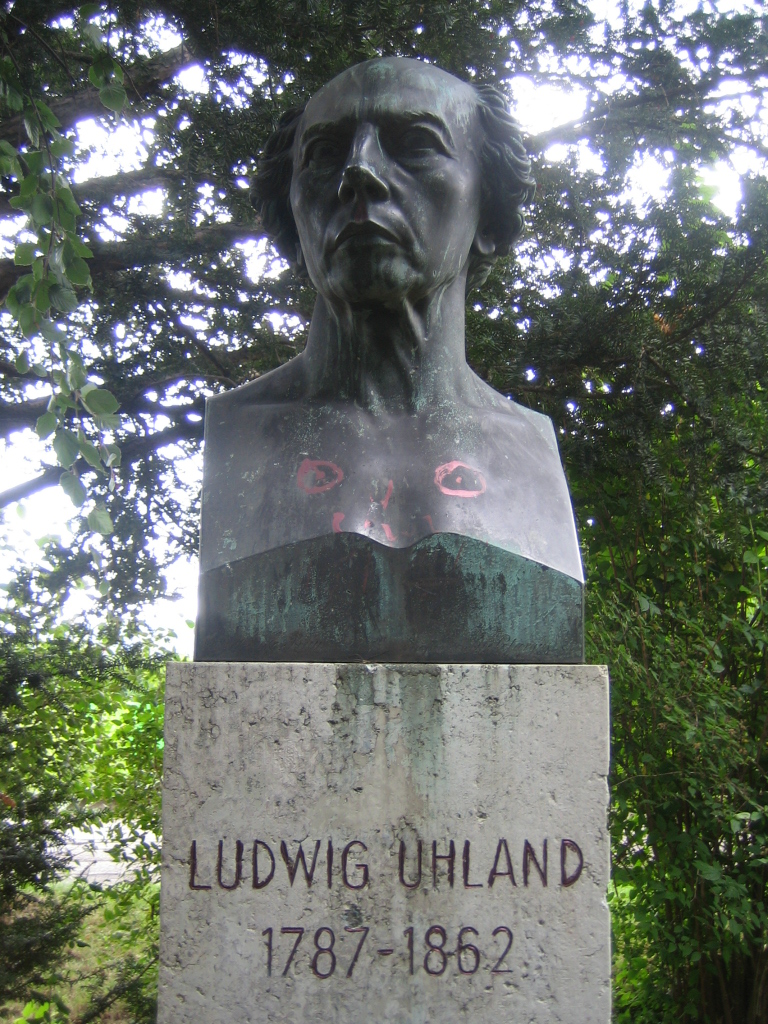
Uhlanddenkmal

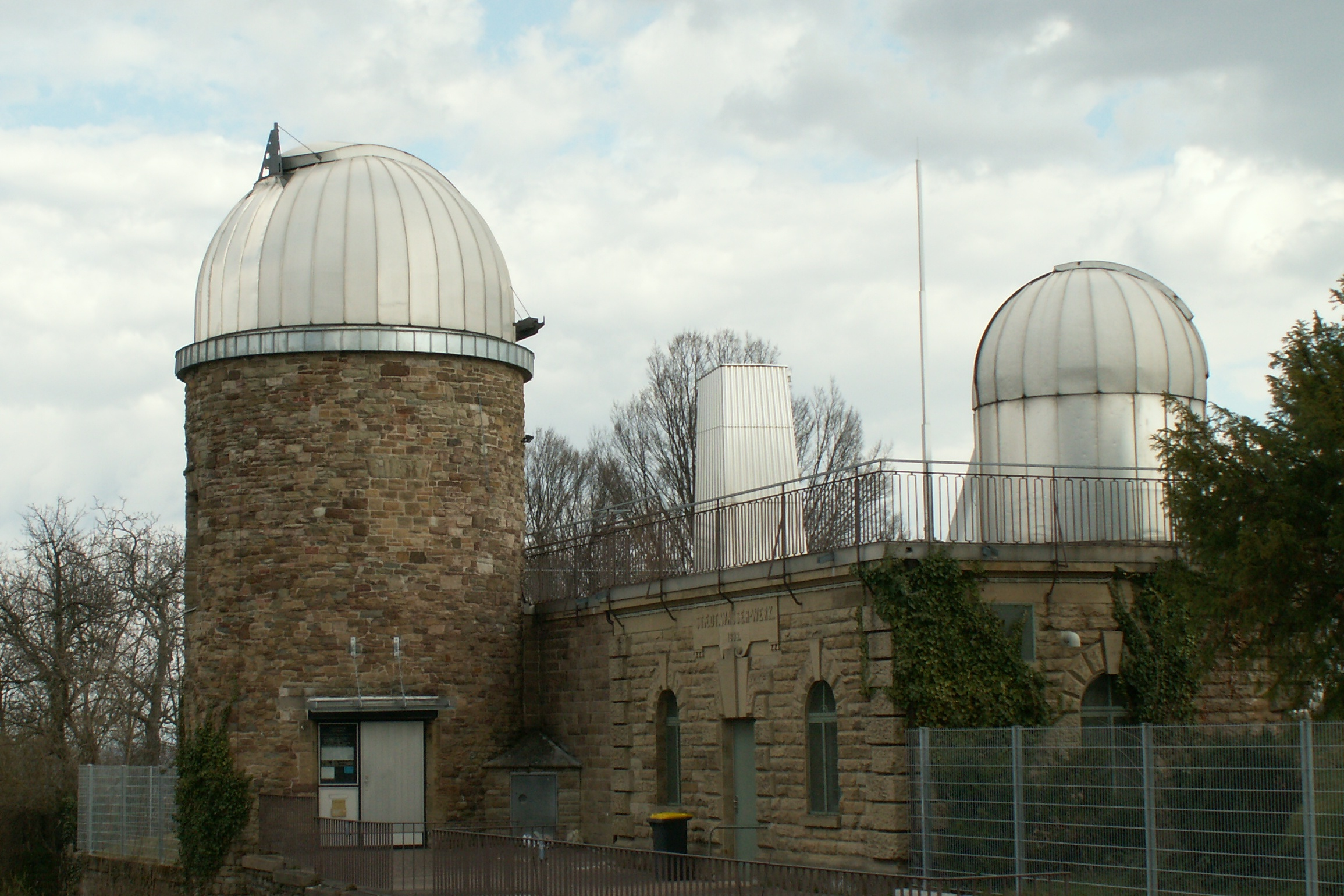
Sternwarte Stuttgart

- die Sternwarte Stuttgart, die 1922 vom Verein „Schwäbische Sternwarte e. V.“ errichtet wurde, neben dem Stadtwasserwerk von 1893,
- die große, 1862 durch den Verschönerungsverein Stuttgart geschaffene Parkanlage Uhlandshöhe, die neben dem Schlossgarten und der Karlshöhe eine der wenigen größeren Grünflächen der Innenstadt ist. Hier steht seit 1955 die bronzene Büste des Dichters Ludwig Uhland, 1865 vom Biberacher Bildhauer Ernst Rau gestaltet, und von Wilhelm Pelargus gegossen,
- die Freie Waldorfschule Uhlandshöhe, erste Waldorfschule überhaupt. Sie wurde am 7. September 1919 eröffnet. Stifter war Emil Molt, der Direktor der Zigarettenfabrik Waldorf-Astoria, der den Kindern seiner Arbeiter eine zwölfjährige Bildung ermöglichen wollte. Leiter dieser Fabrikschule war Rudolf Steiner, der Begründer der Anthroposophie,
- das Haus der Burschenschaft Alemannia Stuttgart, der ältesten Burschenschaft am Ort,
- die Grund- und Hauptschule Ameisenbergschule.
- Am Kopf gleichermaßen der Uhlandshöhe, wie der Gänsheide, liegt die 1904 für den Fabrikanten Friedrich Hauff erbaute Villa (Regina) Hauff, als prägnanter Vertreter für die zum Jahrhundertende einsetzende Abkehr von der dogmatisch-historischen Stilarchitektur zu einer eher malerisch-romantisierenden Stilmontage. Die Villa stammt vom Architekturbüro Karl Hengerer und dient heute als Werkstatt- und Jugendhaus Stuttgart (Ost). Vormals war sie zu Kriegszeiten temporärer SS-Stützpunkt und danach US-Konsulat. Angeschlossen an das Grundstück war ein Türmchen, das heute noch als Aussichtspunkt auf der Uhlandshöhe existiert.